# رأس المال الحقوقي
رأس المال الحقوقي هو مصدر دخل، من الناحية الحقوقية، وحوز الدخل إنما هو نتيجة تملك رأس المال تملكاً فردياً، وفي هذه الحال يشمل رأس المال الاموال الإنتاجية، والحقوق العينية، وحقوق الدين والثروات الطبيعية، والمملوكة، ويستطيع مالك هذه الاموال حوز الدخل من غير أن يقدم أي فاعلية، وإنما يعتبر كل مال مملوك رأس مال.
رأس المال إما أن يستثمره صاحبه، أو يقدمه في شركة، أو يقرضه أو يؤجره. وتقديم رأس المال في المشروع يعطي صاحبه حق الإدارة، وحق المساهمة بالارباح، ولئن كان حق المقرض مختلفاً عن حق المساهم، فإن رأسمالها يقدمان نفس الخدمة، وسند القرض يمثل حق المقرض، وسند السهم يمثل حصة المساهم على أن التشريع الحديث ينزع نحو تقييد مزايا المساهم بالإدارة والربح، إذ أصبح للعمال ممثلوهم في لجان المشاريع وحصتهم في الارباح.
إن رأس المال الحقوقي يختلف عن رأس المال الفني، فهو يمثل حق المالك في المشروع، وبالتالي يسجل في ديونه أو مطلوباته، وهو عنصر إنتاج وبالتالي يسجل في موجوداته؛ ثم ان رأس المال الحقوقي يشمل الأموال الاستهلاكية الدائمة التي تصبح مصدر دخل يسبب كونها تؤجر أو تقرض؛ مثل دار السكن التي ليست رأس مال فني. إن رأس المال يختلف عن الدخل الذي يمكن تعريفه بإنه كل ما يمكن استملاكه من غير انقاص رأس المال. وبهذا المعنى يكون رأس المال منبعاً للدخل مستقراً، ثم إن رأس المال عبارة عن مجوع الأموال المقومة في لحظة معينة. بينما الدخل قيض الخدمات التي تعطيها هذه الأموال، مع بقائها ثابتة، ويمكن مقارنة رأس المال أيضاً ببحيرة تختزن كمية من الماء، والدخل بالقوى التي تتدفق منها والتي تستعمل في إدارة مولدات الطاقة.